# Jeux parapanaméricains de 2007
Navigation
Édition précédente Édition suivante
Les Jeux parapanaméricains de 2007 sont la troisième édition des Jeux parapanaméricains, compétition multisports réservée aux athlètes handisports des Amériques qui se tient du 12 au 19 août 2007 à Rio de Janeiro, au Brésil, quelques jours après la clôture des Jeux panaméricains de 2007.
1 300 sportifs participent à ces Jeux parapanaméricains. 
| \| Rio de Janeiro \| Localisation de Rio de Janeiro au Brésil |
| Rio de Janeiro                                                |

## Nations participantes

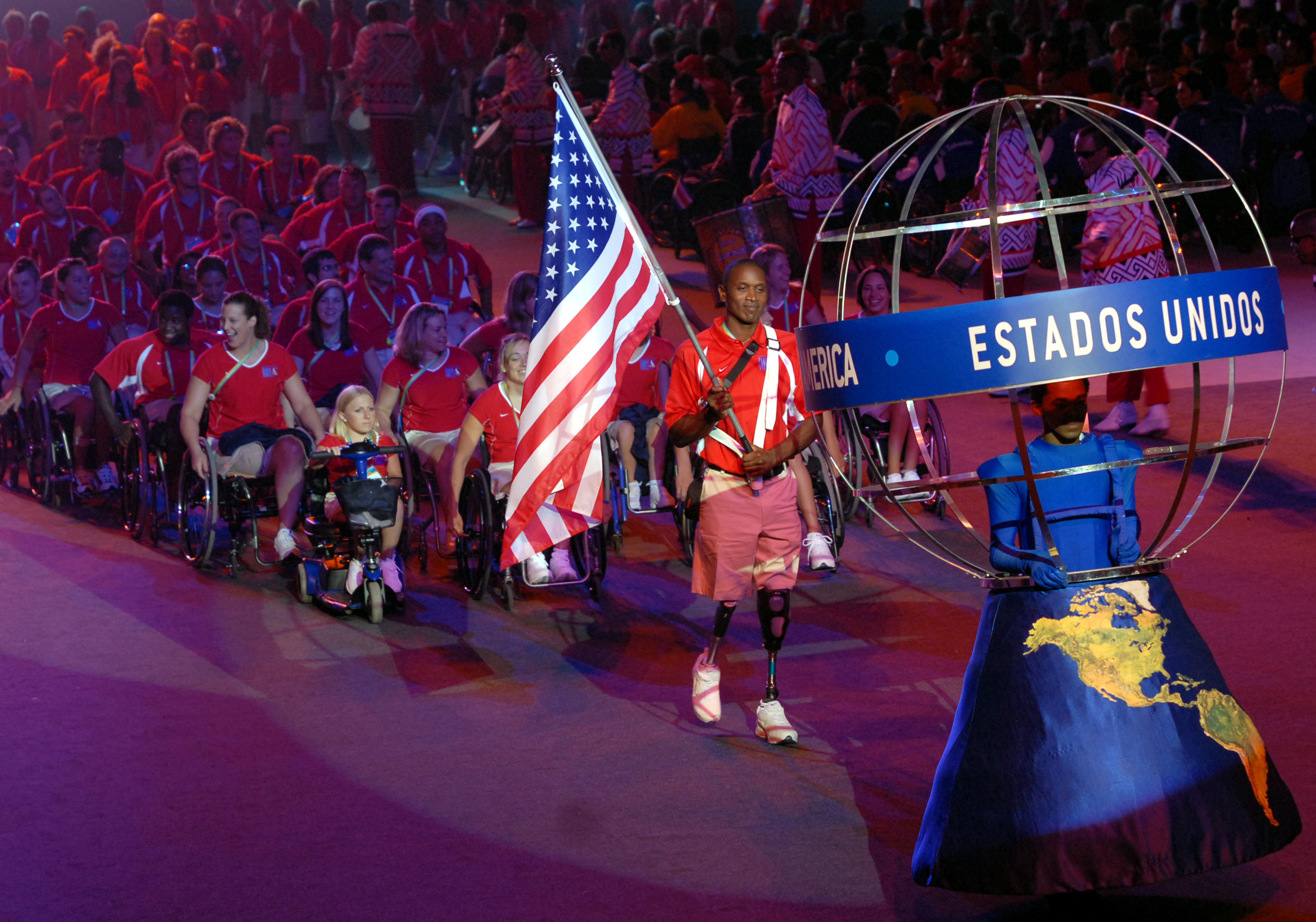
Délégation des États-Unis lors de la cérémonie d'ouverture.

25 nations participent à la compétition. 
| - Argentine - Barbade - Brésil - Canada - Chili - Colombie - Costa Rica - Cuba - Équateur | - États-Unis - Guatemala - Haïti - Honduras - Jamaïque - Mexique - Nicaragua - Panama - Paraguay | - Pérou - Porto Rico - République dominicaine - Salvador - Suriname - Uruguay - Venezuela |

## Déroulement

### Cérémonies d'ouverture et de clôture

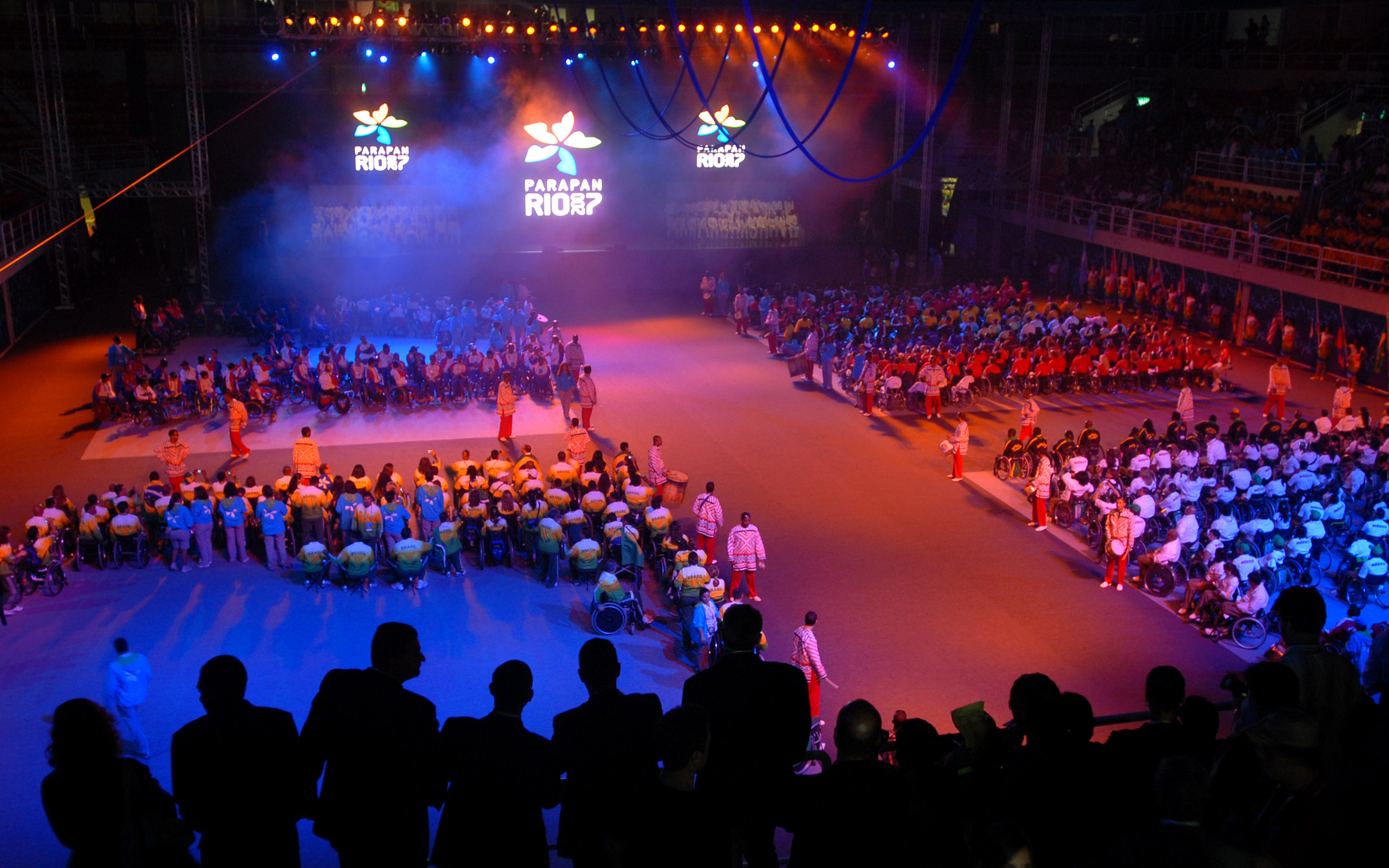
Cérémonie d'ouverture.

La cérémonie d'ouverture se tient le 12 août 2007 à l'Arena Olímpica do Rio. La cérémonie de clôture a lieu dans la même enceinte le 19 août 2007.

### Épreuves
| - Athlétisme - Basket-ball - Football à 5 | - Football à 7 - Haltérophilie - Judo - Natation | - Tennis de table - Tennis - Volley-ball |

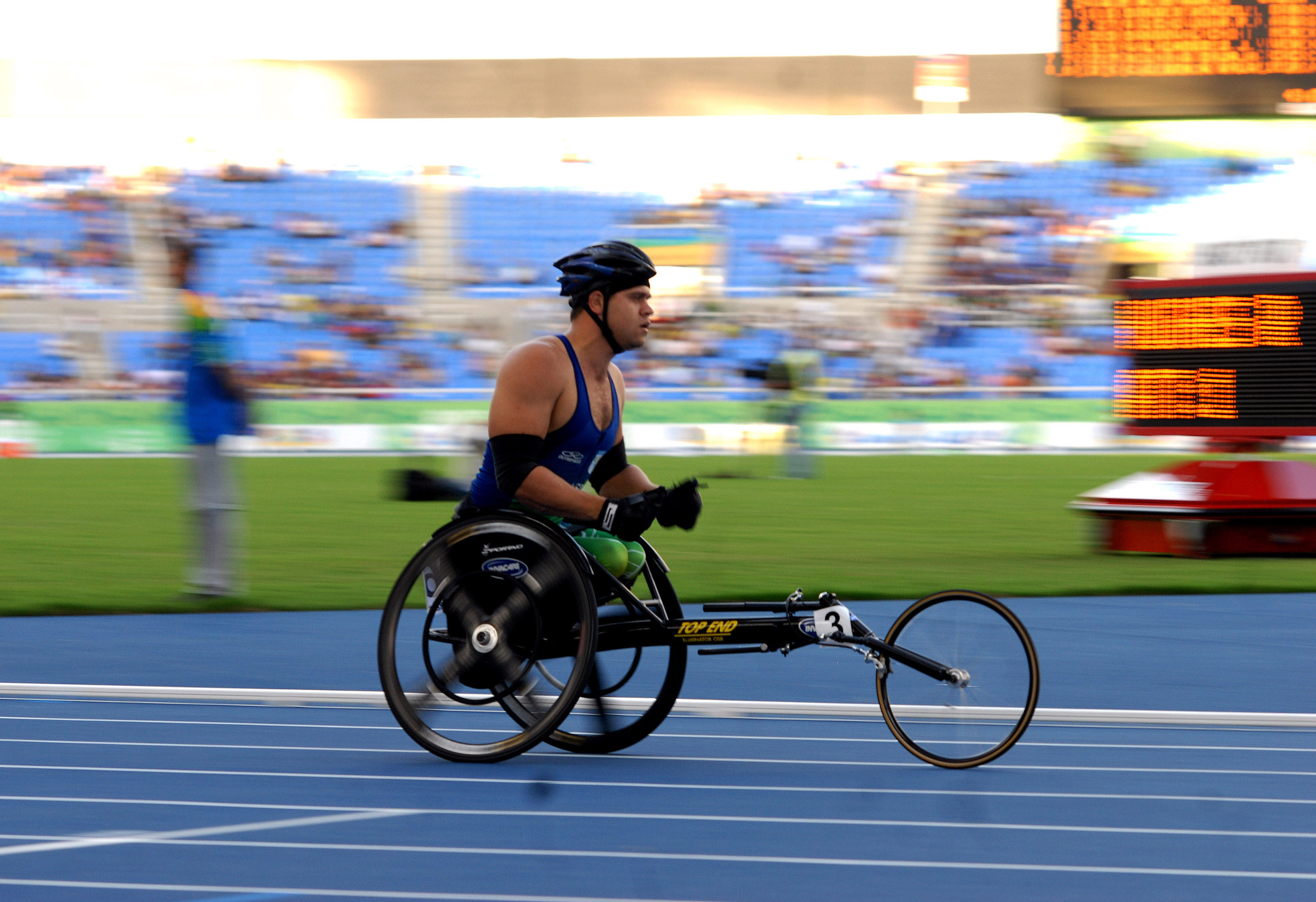
L'athlète Wendel Silva Soares en 400 mètres en fauteuil roulant
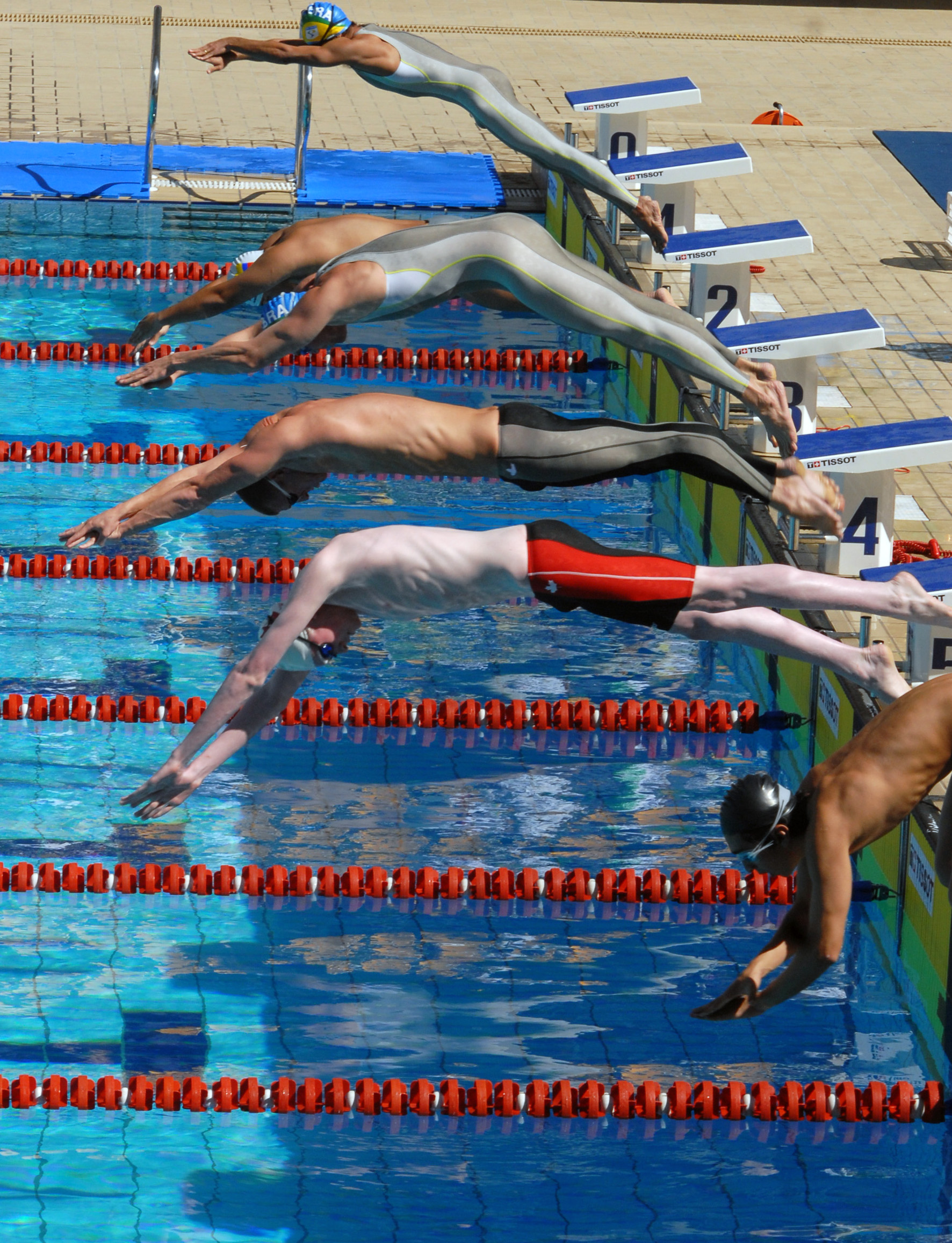
Départ du 100 mètres en natation
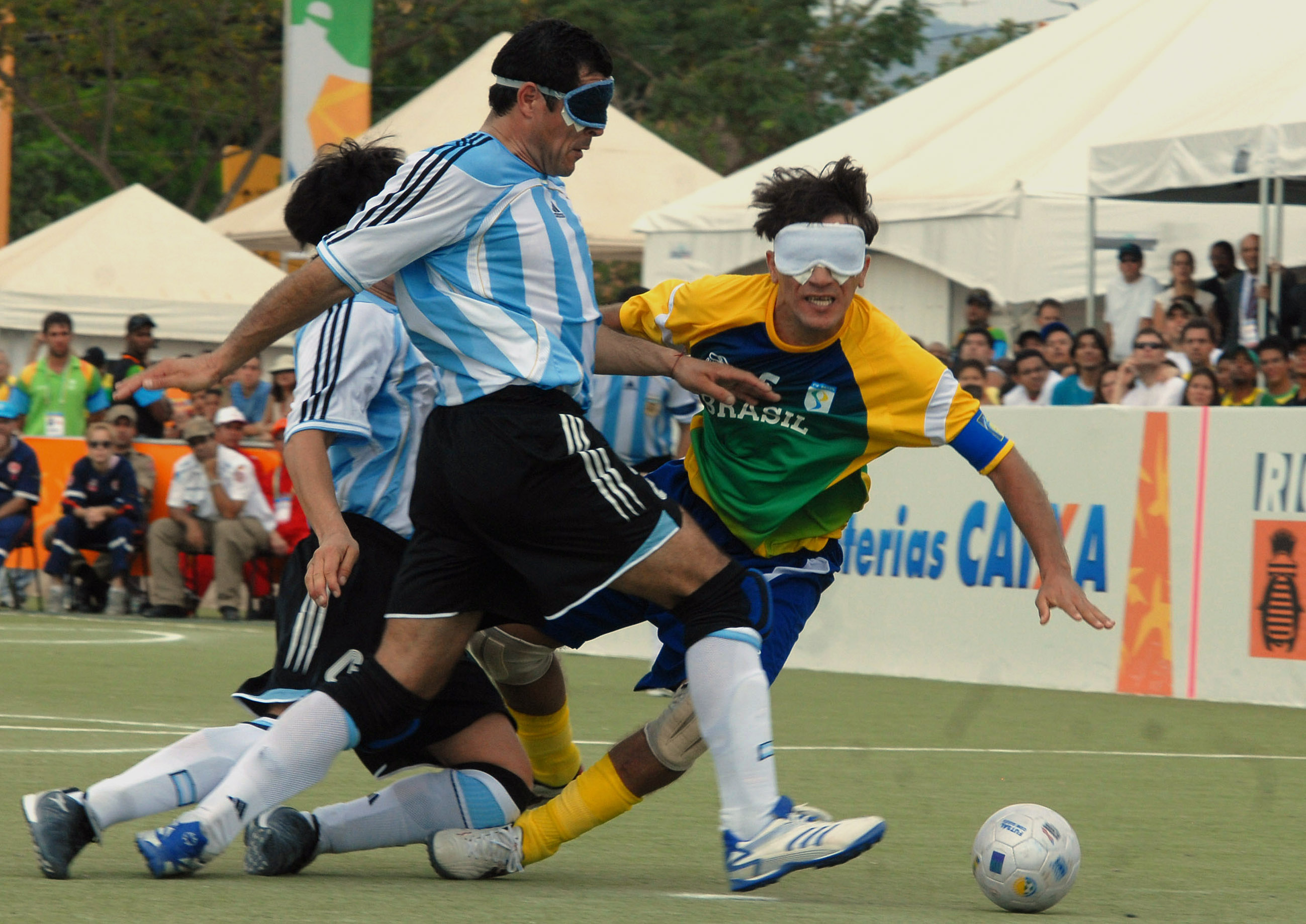
Finale du tournoi de football à 5 entre le Brésil et l'Argentine

### Tableau des médailles
Ci-dessous est présenté le classement des médailles des Jeux parapanaméricains de 2007. . Ce tableau est trié par défaut selon le nombre de médailles d'or, puis, en cas d'égalité, selon le nombre de médailles d'argent, et enfin selon le nombre de médailles de bronze. En cas d'égalité parfaite, la convention est de lister les pays par ordre alphabétique. 
- Pays organisateur

| Rang | Nation     | Or | Argent | Bronze | Total |
| ---- | ---------- | -- | ------ | ------ | ----- |
| 1    | Brésil     | 83 | 68     | 77     | 228   |
| 2    | Canada     | 49 | 37     | 26     | 112   |
| 3    | États-Unis | 37 | 44     | 36     | 117   |
| 4    | Mexique    | 37 | 43     | 37     | 117   |
| 5    | Cuba       | 28 | 21     | 11     | 60    |
| 6    | Argentine  | 7  | 16     | 30     | 53    |
| 7    | Venezuela  | 5  | 10     | 15     | 30    |
| 8    | Pérou      | 3  | 1      | 0      | 4     |
| 9    | Colombie   | 2  | 6      | 9      | 17    |
| 10   | Jamaïque   | 1  | 2      | 2      | 5     |
| 11   | Porto Rico | 1  | 1      | 2      | 4     |
| 12   | Équateur   | 1  | 0      | 2      | 3     |
| 13   | Costa Rica | 0  | 1      | 2      | 3     |
| 14   | Chili      | 0  | 1      | 1      | 2     |
| 15   | Panama     | 0  | 1      | 0      | 1     |
| 15   | Uruguay    | 0  | 1      | 0      | 1     |
| 17   | Salvador   | 0  | 0      | 1      | 1     |
| 17   | Paraguay   | 0  | 0      | 1      | 1     |